# Національний парк Ґленвей
Ґленвей ([ɡlɛnˈveɪ] glen-VAY ; Irish) — другий за розміром національний парк в Ірландії. Національні парки в Ірландії відповідають стандартам IUCN.

## Географія

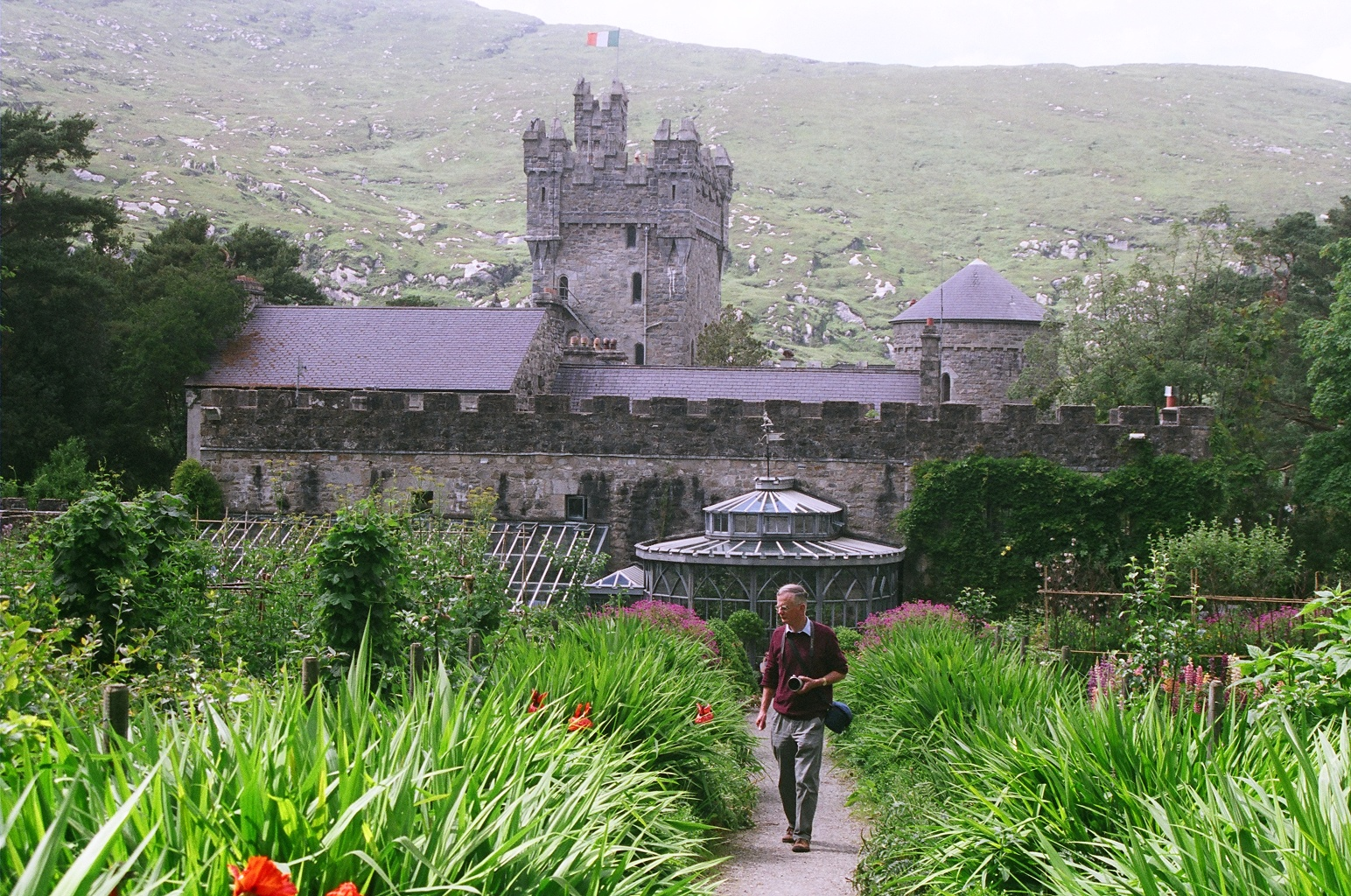
Замок і сади

Парк займає 170 км на схилі пагорбу над замком Ґленвей на березі Ло-Віг (Ло-Глен-Біта), 20 км за Гвідора у графстві Донегал. Мережа переважно неформальних садів демонструє безліч екзотичних і ніжних рослин із таких околиць, як Чилі, Мадейра та Тасманія, усі захищені лісосмугами соснових дерев та декоративних рододендронів.

## Історія
Садиба була заснована Джоном Джорджем Едейром, який прославився тим, що виселив 244 своїх орендарів та розчистив землю, щоб вони не зіпсували йому вид на краєвид. Сади та замок були подаровані ірландській нації в 1981 році Генрі П. Макілгенні з Філадельфії, який придбав садибу в 1937 році.
Замок був побудований капітаном Джоном Джорджем Едейром (1823—1885), вихідцем із графства Ліїш, членом другорядної англо-ірландської шляхти. Едейр розбагатів у Сполучених Штатах, і він повернувся в Ірландію, і скупив величезні земельні ділянки в Донегалі. У 1869 році Едейр одружився з Корнелією Вадсворт Річі, дочкою Джеймса С. Вадсворта, генерал Армії Союзу під час Громадянської війни в США. Разом вони взялися за створення садів та замку. Амбер прагнув створити маєток і замок, що перевершували б замок Балморал, відступ королеви Вікторії вздовж річки Ді в Абердинширі, Шотландія.
Його негаразди з орендарями ірландськими католиками на його землі почалися негайно. Суперечка між ними та Едейром щодо прав на полювання та риболовлю та вторгнення овець завершилася вбивством шотландського стюарда Едейра Джеймса Мурроґа. Отже, Джон Едейр виселив 44 сім'ї (загалом 224 людини) з їхніх блекхаусів на своїй землі. Виселення, яке відбулося під час сильного голоду, принесло йому прізвисько «Чорний Джек Едейр».
Його вдова Корнелія Едейр (1837—1921) набула у спадок замок та маєток після смерті Джона Едейра в 1885 році. Вона жила неповний робочий день у замку Ґленвей і покращувала красу замкової території. Вона принесла багато біорізноманіття як із практичними, так і з екзотичними бажаннями. Практичним є швидкозростаючі та довгоживучі сосни, які могли б забезпечити притулок для замку та садів. Сосни вздовж річки та озера також допомогли запобігти затопленню території та вздовж берегів. Майданчики для відпочинку були створені як садовий оазис, де можна було б продемонструвати екзотичні та місцеві рослини, дерева та квіти з усього світу. Рододендрон був представлений як декоративний, а також практичне рішення для захисту від вітру. Довга жива огорожа пані Едейр переросла у високу стіну, яка слідувала за під'їздом до замку. Це був чудовий притулок від вітру та вхід до підходу до замку. У грудні 2018 року цей історичний живопліт було знищено повністю, щоб ввести нову водопровідну трубу.
Генрі Пламер Макілгенні з Філадельфії, США, придбав садибу в 1937 році. У 1970-ті роки Макілгенні залишив сади та замок Ірландській державі, але продовжував використовувати замок як сумісну резиденцію до 1982 року.

## Середовище
У парку мешкає найбільше стадо благородних оленів в Ірландії, а колишній вимерлий беркут був знову завезений у парк у 2000 році. 
У національному парку Ґленвей немає охоронця парку. Усі рішення приймаються адміністрацією, яка є продовженням управління охорони навколишнього середовища уряду Ірландії. 
Узимку 2018 року та навесні 2019 року з парку було очищено багато місцевих та чужих дерев та рослин, а також оновлено водопровідну систему. 
Повідомляється про збільшення кількості оленячих кліщів у 2019 році. 